# Bijuri
Bijuri é uma cidade e uma nagar panchayat no distrito de Shahdol, no estado indiano de Madhya Pradesh.

## Demografia
Segundo o censo de 2001, Bijuri tinha uma população de 28 263 habitantes. Os indivíduos do sexo masculino constituem 52% da população e os do sexo feminino 48%. Bijuri tem uma taxa de literacia de 61%, superior à média nacional de 59,5%; a literacia no sexo masculino é de 70% e no sexo feminino é de 52%. 16% da população está abaixo dos 6 anos de idade.